# 李榄琼楠
李榄琼楠（学名：Beilschmiedia linocieroides）为樟科琼楠属下的一个种。